# Оселки (Кемеровская область)
Оселки — село в Прокопьевском районе Кемеровской области. Входит в состав Каменно-Ключевского сельского поселения.
Расположено на реке Кара-Чумыш в предгорьях Салаирского кряжа, в 40-45 км к северо-западу от Прокопьевска.

## Население
| 2010 |
| ---- |
| 36   |

## Известные люди
- Беляев, Александр Филиппович — Герой Советского Союза, до войны работал учителем начальных классов.
- Макаров Иван Андриянович — полный кавалер ордена Славы.